# Contoid
Ein Contoid (auch: Kontoid) ist ein konsonantischer, nicht-vokalischer Laut. Kenneth Pike unterscheidet in seiner Terminologie zwischen contoiden und vocoiden Sprachlauten.
Die Contoiden gliedern sich in verlängerbare Contoiden (Nasale, Liquide, Frikative) und nicht verlängerbare Contoiden (Plosive). Eine weitere Unterscheidungsmöglichkeit ist die Unterteilung in silbische (können als Silbenkern fungieren) und nichtsilbische Contonoide.

## Hintergrund
Artikulatorisch betrachtet handelt es sich beim Contoid um eine wenigstens frikative Engebildung im Vokaltrakt (Ansatzrohr).